# 베케슈처버 1912 엘뢰레
베케슈처버 1912 엘뢰레(Békéscsaba 1912 Előre)는 베케슈처버를 연고로 하는 헝가리의 축구 클럽이다. 이 팀은 1912년에 설립되었으며 현재는 넴제티 버이녹샤그 II에 참가하고 있다.

## 선수 명단

### 현역
참고: FIFA 자격 규정에 따라 소속된 국가대표팀 국기를 표시합니다. 선수는 복수의 FIFA 비회원국 국적을 가지고 있을 수 있습니다.
| 번호 | 포지션 | 국적 | 이름          |
| ---- | ------ | ---- | ------------- |
| 27   | FW     |      | 난도르 코로디 |

| 번호 | 포지션 | 국적 | 이름        |
| ---- | ------ | ---- | ----------- |
| 90   | GK     |      | 다니엘 포서 |

## 역대 감독
| 감독        | 임기        |
| ----------- | ----------- |
| 메쇠이 칼만 | 1976 ~ 1978 |